# 青江三奈
青江三奈（あおえ みな，本名:井原静子（いはらしずこ），1941年5月7日—2000年7月2日），東京都江東區砂町出生，文藝活動的小傳上寫的是1945年7月7日出生。成德學園高等部畢業。

## 略歷
歌手名字的由來，是川內康範在『週刊新潮』上的連載小說「恍惚」的女主人公歌手的名字。
高中在校時就活躍在東京銀座的「銀巴黎」的舞臺上。高中畢業後，在西武百貨店工作，後成為ナイト・アンド・デイ俱樂部歌手（该俱乐部由著名京剧票友旅日华侨章英明创办），1966年以『恍惚的布魯斯』（恍惚のブルース）出道反響較大。此後，1968年『伊勢佐木町布魯斯』（伊勢佐木町ブルース）、『長崎布魯斯』（長崎ブルース）、翌年1969年『池袋之夜』（池袋の夜）大受歡迎。與森進一一起被並稱作「歎息路線」（ため息路線），『伊勢佐木町布魯斯』的開頭部分特別有名。
1966年（第十七次）首次出場『NHK紅白歌合戰』。第二年1967年（第十八次）落選，之後從1968年（第十九次）到1983年（第三十四次），連續出場了十六年。七年之後的1990年（第四十一次），以緬懷同年12月去世的「恍惚的布魯斯」的作曲家浜口庫之助的形式回歸，總計第十八次的出場，不過，這是青江一生最後的紅白表演。
1999年1月23日，澀谷公會堂的音樂會最後一次出演，由於養病停止了一切的歌手活動。當初對外公佈的是胰腺炎，不過，實際上是胰腺癌。此後與胰腺癌的鬥爭生活持續下去，2000年7月2日，以54歲的年齡（小傳上、實際年齡是59歲）辭世。再者，和青江從年輕時就在大井町同居、長年進行歌唱指導、去世前訂婚的作曲家・花禮二，與青江的兄弟之間發生的激烈的遺產爭奪戰，成為大眾傳媒（マスコミ）的話題。其後兄弟之間更為遺產爭奪戰對簿公堂。

## 主要作品
| 曲名                                   | 作詞         | 作曲         | 張數     | 年份 | 備註                                           |
| -------------------------------------- | ------------ | ------------ | -------- | ---- | ---------------------------------------------- |
| 恍惚的布魯斯（恍惚のブルース）         | 川内康範     | 濱口庫之助   | 80萬張   | 1966 | 出道曲                                         |
| 伊勢佐木町布魯斯（伊勢佐木町ブルース） | 川内康範     | 鈴木庸一     | 100萬張  | 1968 | 日本唱片大獎歌唱獎                             |
| 札幌布魯斯（札幌ブルース）             | 川内康範     | 曽根幸明     | 40萬張   | 1968 |                                                |
| 長崎布魯斯（長崎ブルース）             | 吉川静夫     | 渡久地政信   | 120萬張  | 1968 |                                                |
| 新宿周六夜（新宿サタデーナイト）       | 佐伯孝夫     | 鈴木庸一     | 60萬張   | 1968 |                                                |
| 池袋之夜（池袋の夜）                   | 吉川静夫     | 渡久地政信   | 150萬張  | 1969 | 日本唱片大獎歌唱獎                             |
| 國際航線候機室（国際線待合室）         | 千坊さかえ   | 花禮二       | 80萬張   | 1969 | 同名電影的主題歌                               |
| 夜之瀨戶內海（夜の瀬戸内）             | 吉川静夫     | 渡久地政信   | 17.2万张 | 1970 | 電影「女警察 亂蝶」（女の警察 乱れ蝶）的主題歌 |
| 昭和女人布魯斯（昭和おんなブルース）   | なかにし礼   | 花禮二       | 10.7万张 | 1970 | 日本唱片大獎作詞獎                             |
| 戀戀不舍的長崎（長崎未練）             | 吉川静夫     | 渡久地政信   | 6.2万张  | 1971 |                                                |
| 木屋町的女人（木屋町の女）             | 松井由利夫   | 池多孝春     | 7.4万张  | 1972 |                                                |
| 日本列島・港町（日本列島・みなと町）   | 吉川静夫     | 渡久地政信   | 7.3万张  | 1972 |                                                |
| 盛岡布魯斯（盛岡ブルース）             | つのかけ芳克 | つのかけ芳克 | 30萬張   | 1979 |                                                |
| 大田布魯斯（大田（テジョン）ブルース） | 崔致守       | 金富海       | 30萬張   | 1984 |                                                |
| 中洲・那珂川・涙街                     | 小野正則     | 小野正則     | -        | 1985 | NHK你的旋律 1984年度年間最優秀歌曲獎獲獎       |
| 拉面布魯斯（ラーメンブルース）         | 井盛太郎     | 猪俣公章     | 5.9万张  | 1991 | 與清水章的對唱曲                               |
| 懷念相逢（しのび逢いそっと）           | 荒木とよひさ | 濱圭介       | -        | 1998 | 生前最後發行的樂曲                             |
| 火燄一樣火一樣（炎のように火のように） | 山崎ふみえ   | 曽根幸明     | -        | 2000 | 未發表曲、去世後發行                           |

## 娛樂性節目等
- 森田一義時間笑一笑又何妨!（森田一義アワー 笑っていいとも!／富士電視）
- 徹子的房間（徹子の部屋／朝日電視）
- 一枚寫真（一枚の写真／富士電視）
- 獅子的祝您健康（ライオンのごきげんよう／富士電視）

## 外部連結
- 青江三奈さん すい臓がんのため死去、日刊スポーツ、2000年7月4日。（日文）